# Белгородский автобус
Белгородский автобус — автобусная система в городе Белгород, Россия. Обслуживает Белгородскую агломерацию.

## История
Первый автобус в Белгороде появился в начале 1962 года. Курсировал от старого автовокзала до железнодорожного вокзала. Всего было пущено 11 автобусов, однако, в начале 1963 года количество увеличилось. Сейчас в Белгороде насчитывается более ста автобусных маршрутов.
Основу подвижного состава составляют автобусы ПАЗ-3205, ЛиАЗ-5293 (с газовым двигателем), НефАЗ-5299 (с газовым двигателем), Тула-2221, Marcopolo Bravis, МАЗ-103, МАЗ-206, ПАЗ-3204 «Вектор», ЛиАЗ-5292 (с газовым двигателем).
Стоимость проезда с 1 ноября 2010 года составляла 10 рублей. С 22 апреля 2013 года плата за проезд была установлена в 15 рублей. С 2017 года стоимость проезда составляла 10 рублей при оплате картой в автобусах МУП ГПТ на маршрутах 7, 13, 13к, 15, 17 и троллейбусах по маршруту 8 или 15 рублей при оплате наличными.
С 1 ноября 2018 года проезд в автобусах МУП ГПТ по маршрутам 7, 15, 17 по безналичной оплате составлял 20 рублей. По наличной оплате во всех автобусах города проезд также составлял 20 рублей, а за городом — 2 рубля 20 копеек / км.
С 1 ноября 2019 года проезд в автобусах ООО «ЕТК» по всем городским маршрутам составляет 25 рублей (при наличной оплате), 20 рублей (при оплате картой). В пригородном сообщении 2,56 рублей / км (при наличной оплате), 2,20 рублей (при оплате картой).
В рамках проекта «Совершенствование организации пассажирских перевозок в Белгородской агломерации» в 2014 году из маршрутной сети города выведено 453 «ГАЗели», закуплено 125 современных автобусов и троллейбусов большой вместительности, оборудовано 15 электронно-информационных остановочных комплексов. Для обслуживания маршрутной сети предусматривалось 643 единицы транспортных средств.
С 26 ноября 2018 года МУП ГПТ передал Белкомтранс маршруты №13 и №13к.

### Реформа 2020 года
В ходе транспортной реформы в Белгороде 20 сентября 2020 года были запущены выделенные полосы на первом участке улицы Щорса и проспекте Богдана Хмельницкого. С 25 октября 2020 года планировался запуск выделенных полос на втором участке улицы Щорса, улице Преображенской и на проспекте Славы.
С 1 ноября 2020 года в результате транспортной реформы старая маршрутная сеть белгородского автобуса должна была прекратить своё существование. На смену ей была запланирована новая схема организации движения общественного транспорта.

#### План транспортной реформы
Все маршруты новой сети разделят на три группы.
В первую будут входить городские маршруты, которые пройдут по улицам и микрорайонам областного центра. Всего предусмотрено 18 городских маршрутов, они должны полностью закрыть спальные микрорайоны и обеспечить подвоз пассажиров максимально близко к дому.
Вторая группа — магистральные маршруты. Они будут проходить через весь город по основным улицам. Их можно сравнить со стволом дерева, от которого расходятся отдельные ветки — городские маршруты. Магистральные автобусы свяжут противолежащие части города в разных направлениях. От остановочных комплексов на них можно будет уехать на нужную улицу городской категории. Чтобы было проще распознать магистральные маршруты, в названии перед цифрой будет стоять буква «м» — м12, м141, м152 и подобные.
В третью группу отнесли подвозящие автобусы, которые будут ходить в пригородной зоне и подвозить пассажиров к веткам магистрального транспорта. Понять, в каком районе курсирует тот или иной автобус, можно будет по второй цифре в его номере. Например, все маршруты, у которых второй цифрой стоит цифра 1, принадлежат северному направлению — 114, 211, 212, 213 и так далее. С цифрой 2 на втором месте будут ездить в восточном направлении (Новосадовый и Мелихово) — 121, 122, 123 и подобные. Цифра 3 — юго-восток (Разумное и Маслова Пристань) — 133, 231, 232. Маршруты, у которых второй цифрой прописана цифра 4, будут ходить на юг (Дубовое, Таврово, Никольское) — 143, 242, 246. На юго-западе (Майский, Октябрьский, Комсомольский) будут ходить маршруты, у которых на втором месте стоит цифра 5 — 153, 257, а на Западе (Стрелецкое, Пушкарное) — автобусы с цифрой 7 на втором месте — 172, 271 272 и подобные.
В пригородной зоне начнут курсировать автобусы подвозящей группы. В ней будет 70 маршрутов, которые совершат 5-7 рейсов в день. На маршруты выйдут автобусы среднего класса. Каждый автобус будет курсировать на небольшом участке, охватывая одну или несколько улиц. Основное их назначение — подвоз пассажиров к остановкам магистральных маршрутов. Пассажиры могут совершить неограниченное количество пересадок: в течение 45 минут с момента первого контакта карты с валидатором повторная плата за проезд взиматься не будет.
В ходе реформы будет запущено движение автобусов по улицам Архиерейская и 5 Августа. Новая сеть движения общественного транспорта подразумевает появления новых остановок между остановками «Родина» и «Водстрой» у спортивного комплекса Хоркиной, также новые остановочные пункты организуют у здания «Ростелекома», гостиницы «Амакс», детского сада № 57, возле музея-диорамы «Курская битва. Белгородское направление» и на улице Архиерейской.
ООО «Таксопарк» с 24 февраля 2019 года выпустил новый маршрут №111к «Новая — Сити Молл»[значимость факта?].

## Галерея

Фотографии белгородских автобусов
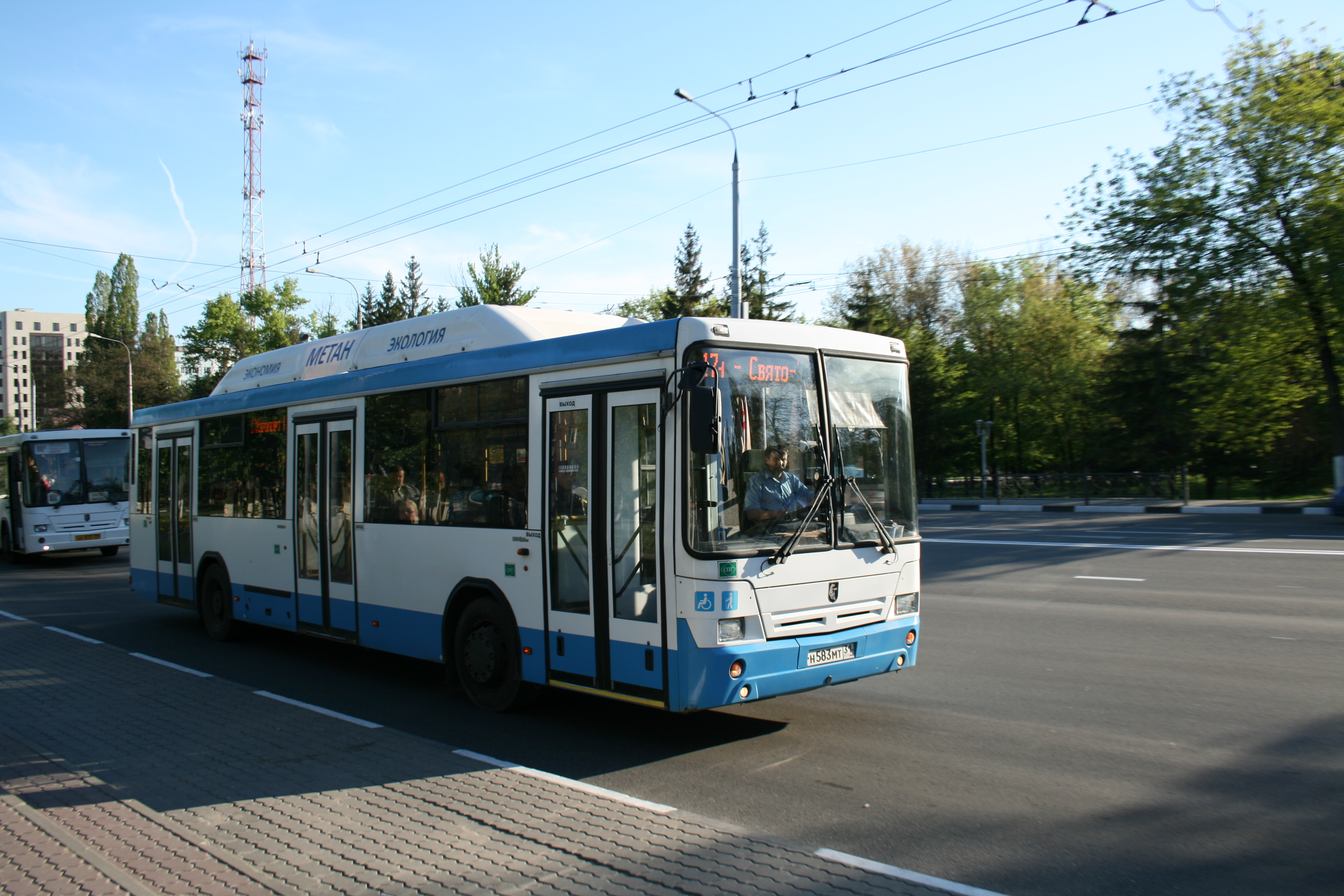
НефАЗ-5299-30-31 КПГ  на проспекте Богдана Хмельницкого
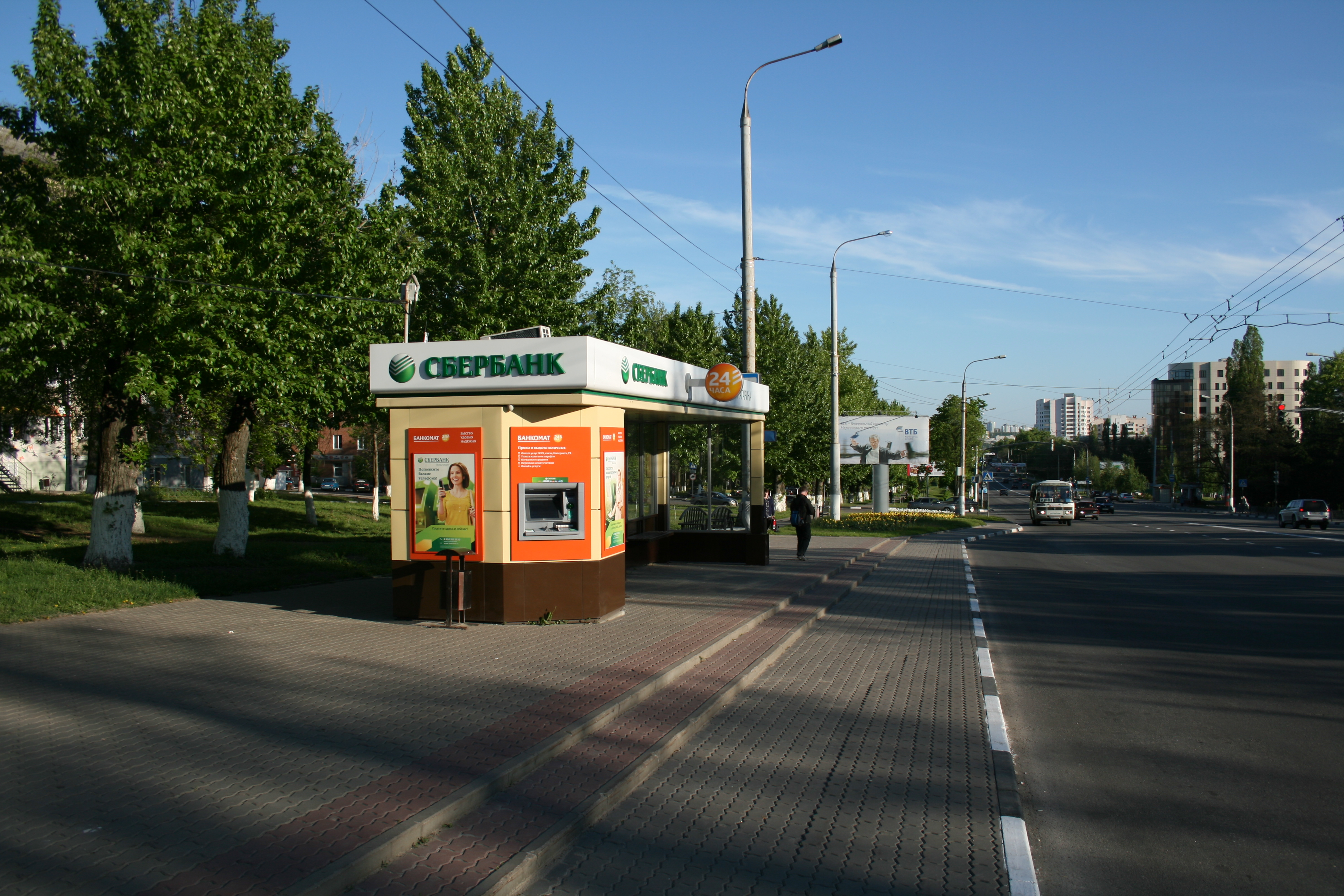
Остановочный комплекс «Улица Гагарина» на проспекте Богдана Хмельницкого
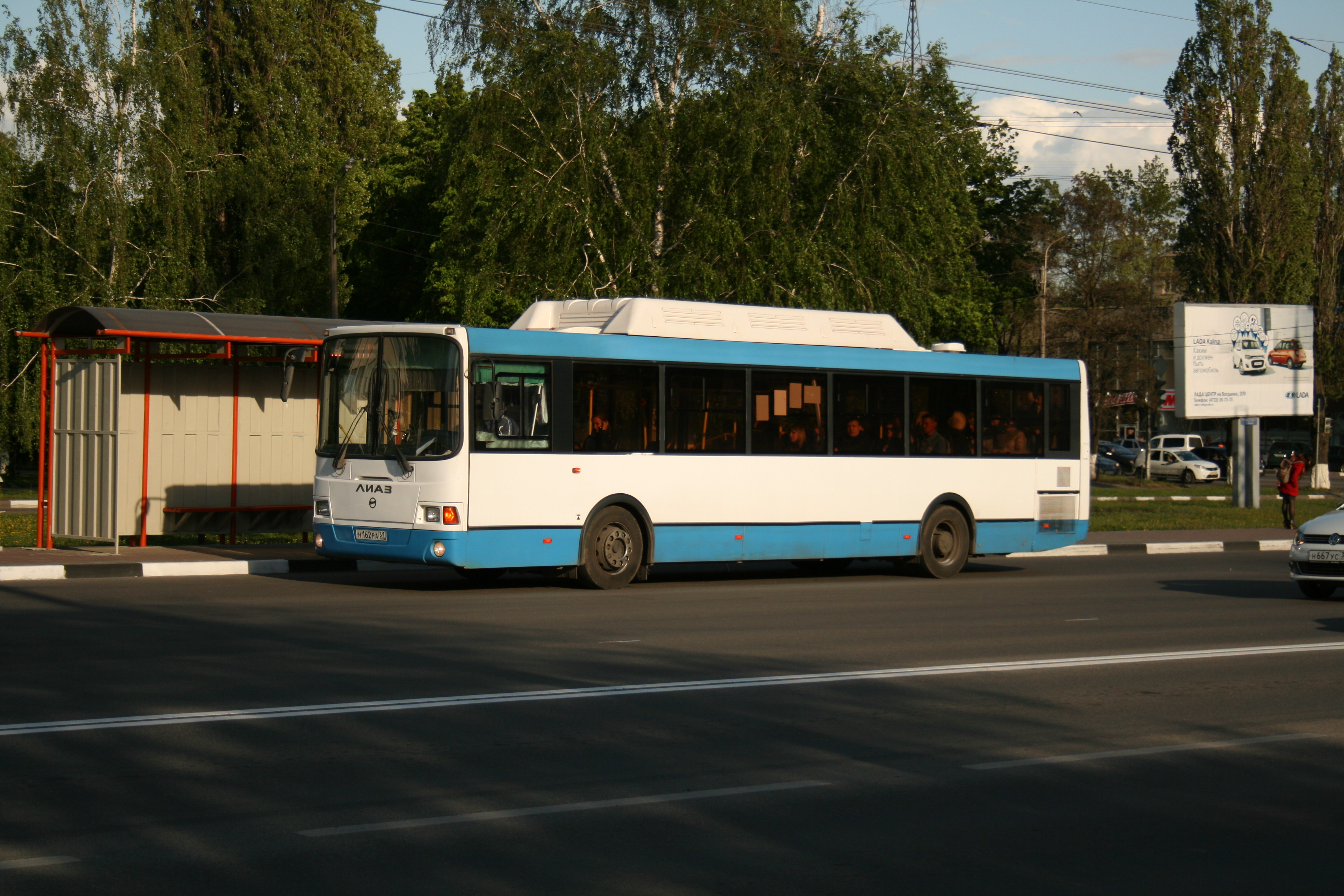
ЛиАЗ-5293.70 КПГ  на остановке в Белгороде